# Sharpsburg (Kentucky)
Sharpsburg es una ciudad ubicada en el condado de Bath en el estado estadounidense de Kentucky. En el Censo de 2010 tenía una población de 323 habitantes y una densidad poblacional de 636,28 personas por km².

## Geografía
Sharpsburg se encuentra ubicada en las coordenadas 38°12′7″N 83°55′33″O / 38.20194, -83.92583. Según la Oficina del Censo de los Estados Unidos, Sharpsburg tiene una superficie total de 0.51 km², de la cual 0.51 km² corresponden a tierra firme y (0%) 0 km² es agua.

## Demografía
Según el censo de 2010, había 323 personas residiendo en Sharpsburg. La densidad de población era de 636,28 hab./km². De los 323 habitantes, Sharpsburg estaba compuesto por el 82.04% blancos, el 14.55% eran afroamericanos, el 0.31% eran amerindios, el 0% eran asiáticos, el 1.55% eran isleños del Pacífico, el 0% eran de otras razas y el 1.55% pertenecían a dos o más razas. Del total de la población el 1.86% eran hispanos o latinos de cualquier raza.